# Gruz budowlany

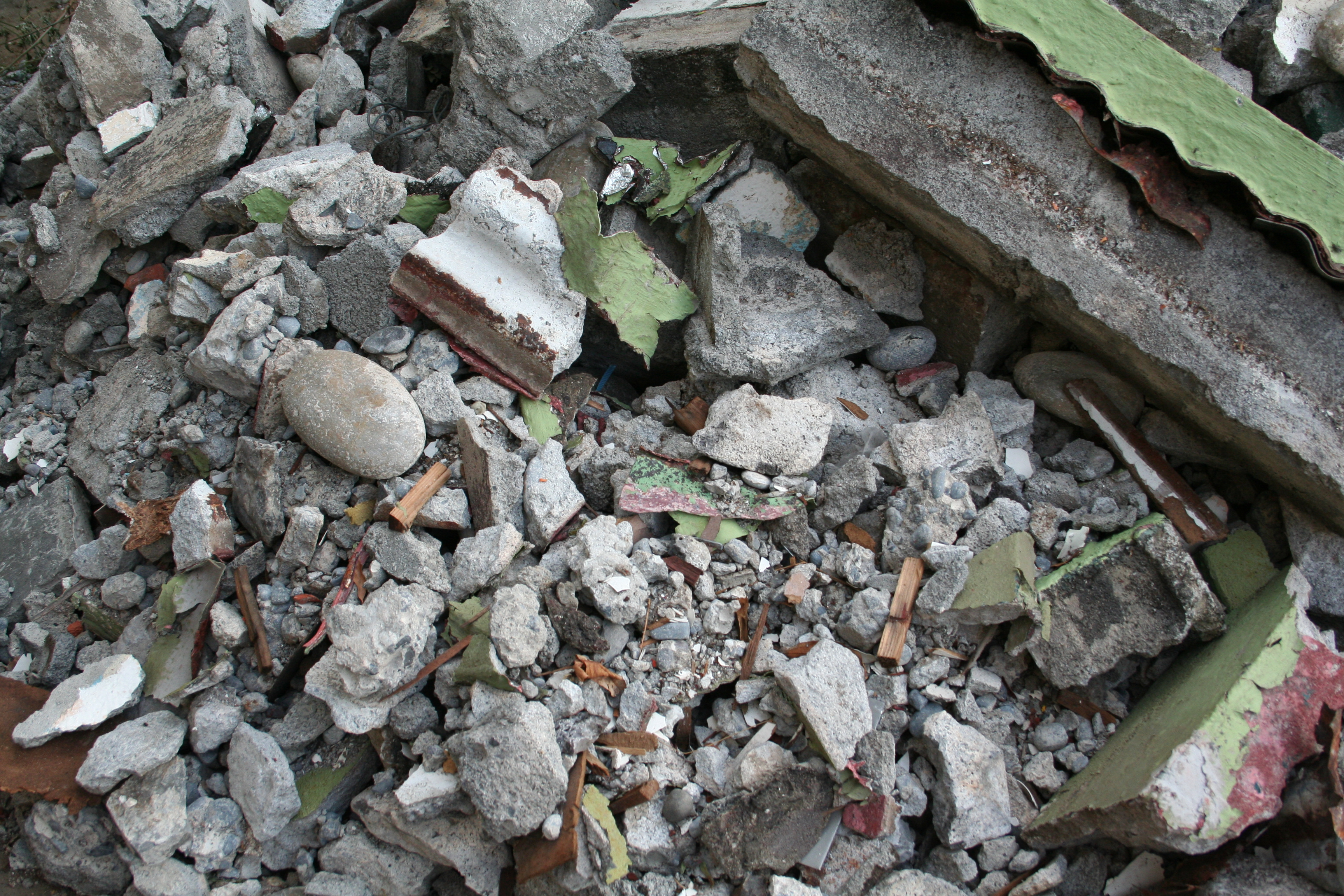
Gruz budowlany

Gruz budowlany – odpadowy materiał budowlany w postaci potłuczonych wyrobów ceramiki budowlanej (między innymi pustaków, cegieł, dachówek, kafli), pokruszonego betonu, również usunięte tynki, tapety, okleiny oraz odpady z remontów i przebudowy dróg i tym podobnych, używany głównie jako podsypka pod posadzki i nawierzchnie betonowe. 